# Rhadinella pegosalyta
Espèce
Synonymes
- Rhadinaea pegosalyta McCranie, 2006

Statut de conservation UICN

 VU D2 : Vulnérable
Rhadinella pegosalyta  est une espèce de serpents de la famille des Dipsadidae.

## Répartition
Cette espèce est endémique du département de Cortés au Honduras.

## Publication originale
- McCranie, 2006 : New species of snake of the colubrid genus Rhadinaea (godmani group) from Parque Nacional El Cusuco, Honduras. Proceedings of the Biological Society of Washington, vol. 119, no 4, p. 528–533.